# 身不由己 (1980年电影)
《身不由己》（英語：The Victim）是1980年上映的一部电影，由洪金宝自导自演，该电影主要讲述的是一对儿师徒的故事。

## 劇情簡介
有一个人希望拜一个比自己强的人为师，然而当他真的拜师后，却意外地发现自己的师父实际上有困难于是徒弟决定帮助自己的师父。

## 演员
- 梁家仁
- 洪金宝
- 薰妮
- 張翼
- 陈龙
- 唐偉成
- 元武
- 麥嘉
- 鍾發
- 林正英
- 杜少明
- 元彪

## 相關連結
- 香港影庫上《身不由己》的資料（繁體中文）
- 豆瓣电影上《身不由己》的資料 （简体中文）
- 互联网电影数据库（IMDb）上《身不由己》的资料（英文）